# Carmen de Gómez Mejía
Carmen de Gómez Mejía (Piedecuesta, 1916-Bucaramanga, 2002) fue una poeta y periodista colombiana.
Fue autora de siete libros de poesía publicados en República Dominicana y en Colombia entre 1961 y 1993. Dentro de su obra se destaca el libro Estación del ritmo, galardonado en 1966 con el primer premio del Concurso literario Emilio Pradilla, cuyos jurados fueron Jorge Rojas y Aurelio Arturo. Con sus versos modernistas y existencialistas, llegó a ser considerada como “la màs grande poetisa colombiana” por Jorge Zalamea Borda (El Universal, 13/8/1967). Los aportes de su obra a la poesía femenina de Colombia han sido valorados en dos antologías: Poemas (publicada por el Departamento de Santander en 1999) y 33 poemas (publicada por la UNAB en 2001).
Como periodista, estuvo vinculada a la Revista de Santander y fue directora del diario El Frente de Bucaramanga, por lo cual recibió el premio “Bagatela de Oro” del Círculo Nacional de Periodistas de Bogotá en 1975 (Voz, 4/12/1975). También fue Directora de Extensión Cultural de Santander entre 1963 y 1966 y miembro correspondiente de  la Academia de Historia de Santander. Posteriormente incursionó en la radio, animando los programas “Iris”, “Nuevos rumbos” y “Mundo femenino” en Transmisoras Apolo de Bucaramanga, labor por la que obtuvo un Golden Microphone estadounidense en 1973 (El Tiempo, 21/6/1973).

## Obra
- Altos muros (1961)
- La voz sobre la nada (1963)
- Estación del ritmo (Primer premio Concurso literario Emilio Pradilla, 1966)
- La sombra de los rostros (1967)
- La casa de los espejos (1975)
- Los rostros de los niños (1981)
- A orillas de la sombra (1993)
- Poemas (Antología) (1999)
- 33 poemas (2001)